# 贝久
| 星艦奇航記中主要的种族与势力            |
| --------------------------------------- |
| 星際聯邦 · 人类 · 瓦肯人 · 安多利人     |
| 貝塔索人 · 波利安人 · 德诺布拉人        |
| 罗慕伦人 · 克林贡人 ·巴库人 · 索利安人  |
| 葛恩人 · 佛瑞吉人 · 博格人 · 卡松人     |
| 卡达西人 · 贝久人 · 楚尔人 · 希罗吉恩人 |
| 自治同盟 · 布林人 · 新地人 · 8472种族   |

贝久人是《星际旅行》虚构宇宙中的类人种族，主要出現於《銀河飛龍》、《銀河前哨》及《星际旅行：航海家号》中。《星际旅行》中的贝久人被设为为一个多灾多难的民族，有人认为贝久人的设定是参考了犹太人历史，但编剧罗恩·摩尔表示他们并没有想过让贝久人去和任何一个现实中的民族或国家进行直接类比。《星际旅行》中有一些重要的贝久角色，如深空九号大副奇拉·尼瑞斯。而《星际旅行：深空九号》的主剧情更是围绕贝久展开的。

## 星球
大多数贝久人居住于貝久星（Bajor），贝久星是一个M级行星，拥有五个卫星，其中两个是可居住卫星。贝久星所处的太阳系拥有11颗行星，贝久为第10颗，贝久的海洋从外大气层看是呈现绿色的。

## 历史
贝久曾经是一个文明古国，在远古时代就取得了辉煌的科技和文化成就，其文明在五十萬年前就已经達到興盛時期。皮卡尔曾提到：“在人类还没开始直立行走的时候，他们（贝久人）就已经是建筑师、艺术家、建造者和哲学家了。”在地球的16世纪时，贝久人已经拥有了星际航行的能力，有人甚至远航至卡达西。
2328年卡达西入侵贝久，开始了长达数十年的占领。卡达西在占领贝久期间建立大量劳改营以奴役贝久人采矿，此外卡达西人还在贝久星外轨道上建立了Terok Nor太空站用于采矿和冶炼。大批贝久人被迫逃离家乡成为难民，也有许多贝久人组织起反抗军进行游击战，甚至采用恐怖袭击的方式攻击卡达西人。
2369年，因为贝久人的持续不断的抵抗，卡达西政府决定从贝久撤军，贝久终于获得解放。贝久在战后百废待兴，因此贝久临时政府决定邀请星际联邦参与贝久重建，贝久和星联一起共同管理Terok Nor太空站，并将其易名为深空九号。同时贝久开始申请加入星际联邦。但贝久国内对政府的做法存在异议，星际联邦虽然接纳过大批贝久难民，甚至吸纳很多贝久人加入星际舰队。但星联一直以最高指导原则为由拒绝介入卡达西和贝久的事务，因此大量贝久人认为星联是“见死不救”，并对此心存怨恨。
2369年，本杰明·西斯科被任命为深空九号站长，他的任务就是协助贝久临时政府做好加入星际联邦的准备工作。但贝久在独立初期的情况很不稳定，一年后贝久内部发生内战，后由西斯科化解。此后贝久局势趋于稳定，并且开始在第三象限建立殖民地。2373年，星联已经决定接受贝久为成员国，但是西斯科在和“先知”交流后阻止了此举。2373年年底，自治同盟战争爆发，西斯科告知贝久政府星联无法保障贝久的安全，因此贝久在西斯科的建议下和自治同盟签署了互不侵犯协议。在整个战争期间，贝久官方虽未直接参战，但一直间接支持星联一方，并且协助星联夺回了深空九号。而在小说《星际迷航：泰坦》中，贝久在自治同盟战争结束后一年加入了星际联邦。

## 生理
贝久是一个类人种族，贝久人的鼻梁上有明显的褶皱，除此之外其外貌与人类无太大差别。贝久人的生理和人类有所不同，但人类胎儿完全可以由贝久女性代孕，如奇拉·尼瑞斯曾孕育过惠子·奥布莱恩的胎儿。贝久女性的孕期通常只有五个月，而贝久孕妇在怀孕期间不会有晨吐，但会经常打喷嚏。在分娩过程中，贝久孕妇如果能放松，就可以大大降低痛苦甚至无痛分娩。

## 文化

### 社会
贝久的姓名组成和地球的东方人类似，姓在前名在后。因此奇拉·尼瑞斯的正确称谓是“奇拉少校”而非“尼瑞斯少校”。
贝久的传统社会结构类似于地球曾经存在的种姓制度，这种制度名为“ D'jarra”。传统上贝久人从事的工作是由他们的姓氏决定的，社会阶级完全固化而且不能有僭越。如奇拉·尼瑞斯的姓是奇拉，按照传统她应该成为艺术家而非军人。在卡达西占领贝久期间，贝久人因为要致力于反抗卡达西，很多人都成为了战士，因此种姓制度逐渐被抛弃。在贝久独立后，有人曾提出要恢复种姓制度，但这成为了贝久加入星际联邦的障碍，因为星联禁止任何形式的族群歧视。
贝久人通常会在右耳挂一个链式耳环，这种耳环叫做“D'ja pagh”，其不仅是装饰品，也是信仰的一部分。除此之外耳环也是佩戴人的种姓符号，不同种姓的人的耳环样式也不同，每人的耳环都由祖辈世代相传，因此传统上贝久人通过辨别耳环即可以判断出彼此的种姓和身份。

### 宗教
宗教是贝久人生活的核心，贝久人信仰先知（The Prophets），认为其是永恒存在的，并认为贝久虫洞就是先知居住的天庭。贝久人的住所里都设有类似神龛的器具以便经常祈祷和冥想，但祈祷的次数似乎没有硬性规定。贝久人相信如果一个人在一生一直遵循先知的教导，那么他的“Pagh” （灵魂）就是纯洁的，在死后会进入天庭。
贝久人在太空中找到过9个沙漏状的球体（本杰明·西斯科后来找到了第10个），他们认为这些球体是先知赐予的。因此贝久人将这些称为“先知的眼泪”（Tears of the Prophets），也叫圣球（Orbs）。人们在使用圣球时可以产生幻象，但迄今无法用科学来判断圣球的原理。不同的圣球有着不同的功能和名称，如时间圣球（The Orb of Time）可以让使用者实现时间旅行。
贝久宗教的教职人员分为一定的等级，目前已知的教职等级有Prylar（类似于僧侣或修士），Ranjen（类似于侍从），Mylar（类似于神父或牧师），Vedek（类似于主教）和Kai（类似于教宗）。
凯（Kai）是贝久宗教的最高领袖，人选由Vedek中间选举。当一任凯去世后，所有的Vedek会召开会议选举继任者，该过程类似于教宗选举。凯在贝久社会有着非凡的影响力，甚至可以左右政局发展。
贝久宗教的另一个核心是使者（Emissary），贝久人认为先知会派遣使者前来帮助贝久人。本杰明·西斯科就被认定为先知的使者，这一度让他非常困惑。使者在贝久也拥有可以和凯相比的巨大影响力，但西斯科尽可能地避免使用他的宗教身份去左右政局。
“恶灵”（Pah Wraiths）是一种与先知敌对的族群，少数贝久人认为已被先知驱逐的恶灵才是天庭应有的主人，这种信仰被绝大多数贝久人认为是异端。

## 政治

### 政府
贝久临时政府是在贝久独立后成立的政府，临时政府在成立之初威信不足，贝久国内一片混乱。西斯科劝说贝久凯苏兰·奥帕卡支持临时政府以后，情况才有所缓解。贝久临时政府的首脑叫做“第一部长”，相当于总理，由全民选举产生，总理同时也兼任立法机构领导人。在2371年沙卡尔·伊顿（Shakaar Edon）当选为总理后，贝久政局逐步稳定。

### 军事
贝久的主要军事力量是贝久民兵（Bajoran Militia），贝久民兵多由卡达西占领时期的贝久反抗军成员组成。贝久民兵战斗经验丰富，但缺少舰队和重武器，因此无法独立抵抗外来侵略。2373年，主持贝久加入星际联邦仪式的惠特利上将曾对西斯科指出，在贝久加入星际联邦后，贝久民兵要全部整编为星际舰队的一部分，这是西斯科的下一个任务。